# الحملة الإيطالية (الحرب العالمية الثانية)
الحملة الإيطالية في الحرب العالمية الثانية اسم أطلق على العمليات العسكرية التي قام بها الحلفاء في إيطاليا وما حولها في الفترة من 1943م إلى نهاية الحرب في أوروبا. كان المقر المشترك لقوات الحلفاء مسؤولاً من الناحية العملية عن جميع القوات البرية المتحالفة في مسرح البحر الأبيض المتوسط حيث خطط ونفذ غزو صقلية والحملة على الأراضي الإيطالية حتى استسلام القوات الألمانية في إيطاليا مايو/ أيار 1945م.
تشير التقديرات إلى أنه في الفترة بين سبتمبر 1943 وأبريل 1945، توفي 60،000-70،000 من الحلفاء و 38805-150.660 جنديًا ألمانيًا في إيطاليا. عدد إصابات الحلفاء حوالي 320،000، وكان الرقم الألماني (باستثناء المتورطين في الاستسلام النهائي) أكثر من 330،000. عانت إيطاليا الفاشية، قبل انهيارها، من خسارة حوالي 200000 ضحية، معظمهم من أسرى الحرب الذين أخذوا في غزو الحلفاء لصقلية، بما في ذلك أكثر من 40،000 قتيل أو مفقود. توفي أكثر من 150،000 مدني إيطالي، وكذلك 828 35 من من المناهضين للفاشية ونحو 35000 من قوات الجمهورية الاجتماعية الإيطالية.
أدى غزو الحلفاء لصقلية، الذي بدأ في يوليو 1943، إلى انهيار النظام الإيطالي الفاشي وسقوط موسوليني في 25 يوليو، والذي تم عزله واعتقاله بأمر من الملك فيكتور عمانويل الثالث. وقعت الحكومة الجديدة هدنة مع الحلفاء في 8 سبتمبر 1943. ومع ذلك، نجحت القوات الألمانية في السيطرة على شمال ووسط إيطاليا. أنشأ موسوليني، الذي تم إنقاذه من قبل المظليين الألمان، دولة عميلة تعاونية، هي الجمهورية الاجتماعية الإيطالية (RSI) لإدارة الأراضي التي تحتلها ألمانيا، مما أدى إلى تقسيم إيطاليا إلى قسمين. كما ارتكب الألمان، بمساعدة الفاشيين في كثير من الأحيان، العديد من الفظائع ضد المدنيين الإيطاليين والقوات غير الفاشية. ونتيجة لذلك، تم إنشاء الجيش الإيطالي المقاتل لمحاربة الجمهورية الاجتماعية الإيطالية وحلفائها الألمان، إلى جانب حركة مقاومة إيطالية كبيرة، بينما واصلت القوات الإيطالية الأخرى الموالية لموسوليني القتال إلى جانب الألمان في الجيش الجمهوري الوطني. وتعرف هذه الفترة باسم الحرب الأهلية الإيطالية. انتهت الحملة عندما استسلمت مجموعة الجيوش سي دون قيد أو شرط للحلفاء في 2 مايو 1945، قبل أسبوع واحد من صك الاستسلام الألماني رسميا. كما تعرضت ولايتي سان مارينو والفاتيكان المستقلتان، وكلاهما محاطان بالأراضي الإيطالية، لأضرار خلال الحملة.

## الخلفية الاستراتيجية
حتى قبل الانتصار في حملة شمال إفريقيا في مايو 1943، كان هناك خلاف بين الحلفاء حول أفضل إستراتيجية لهزيمة المحور. [بحاجة لمصدر]   البريطانيون، وخاصة رئيس الوزراء وينستون تشرشل، دافعوا عن إستراتيجيتهم التقليدية القائمة على الاعتماد على  البحرية. حتى مع وجود جيش كبير، ولكن مع وجود قوة بحرية أكبر، كانت الإجابة البريطانية التقليدية ضد عدو قاري هي القتال كجزء من التحالف وإجراء عمليات محيطية صغيرة تهدف إلى إضعاف العدو تدريجياً. فضلت الولايات المتحدة، بالجيش الأمريكي الأكب ، طريقة أكثر مباشرة لمحاربة القوة الرئيسية للجيش الألماني في شمال غرب أوروبا. تعتمد على القدرة على إطلاق مثل هذه الحملة على الفوز أولاً في معركة الأطلسي.
كان الخلاف الاستراتيجي كبيرا، حيث طالب رؤساء الخدمة الأمريكية بغزو فرنسا في أقرب وقت ممكن، في حين دعا نظرائهم البريطانيين إلى سياسة تركز على العمليات في البحر المتوسط. كان هناك حتى ضغط من بعض دول أمريكا اللاتينية لشن غزو على إسبانيا، التي كانت، تحت قيادة فرانسيسكو فرانكو، صديقة لدول المحور، على الرغم من عدم مشاركتها في الحرب. اعتقد الأمريكيون أن الغزو الشامل لفرنسا في أقرب وقت ممكن كان مطلوبًا لإنهاء الحرب في أوروبا، وأنه لا ينبغي القيام بعمليات قد تؤخر ذلك الجهد. جادل البريطانيون بأن وجود أعداد كبيرة من الجنود المدربين على عمليات الهبوط البرمائية في البحر المتوسط جعل غزوًا محدود النطاق ممكنًا ومفيدًا. [بحاجة لمصدر]
في نهاية المطاف، توصلت القيادة السياسية الأمريكية والبريطانية إلى حل وسط يلتزم فيه كلاهما بحشد معظم قواتهما لغزو فرنسا في أوائل عام 1944، ولكنهما يطلقان أيضًا حملة ضد إيطاليا صغيرة نسبيًا. وكان أحد العوامل المساهمة في رغبة فرانكلين دي روزفلت في إبقاء القوات الأمريكية نشطة في المسرح الأوروبي خلال عام 1943 وجاذبيته لفكرة القضاء على إيطاليا وإخراجها من الحرب. كان من المأمول أن يؤدي الغزو إلى إخراج إيطاليا من النزاع،  أو على الأقل زيادة الضغط عليها وإضعافها. إن القضاء على إيطاليا سيمكن قوات الحلفاء البحرية، وعلى رأسها البحرية الملكية، من السيطرة على البحر الأبيض المتوسط، وتأمين خطوط الاتصالات مع مصر والشرق الأقصى والشرق الأوسط والهند. سيتم سحب الانقسامات الإيطالية في مهام الاحتلال والدفاع الساحلي في البلقان وفرنسا للدفاع عن إيطاليا، بينما سيتعين على الألمان نقل قوات من الجبهة الشرقية للدفاع عن إيطاليا والساحل الجنوبي لفرنسا بأكمله، وبالتالي مساعدة السوفييت.

## حملة

### غزو صقلية

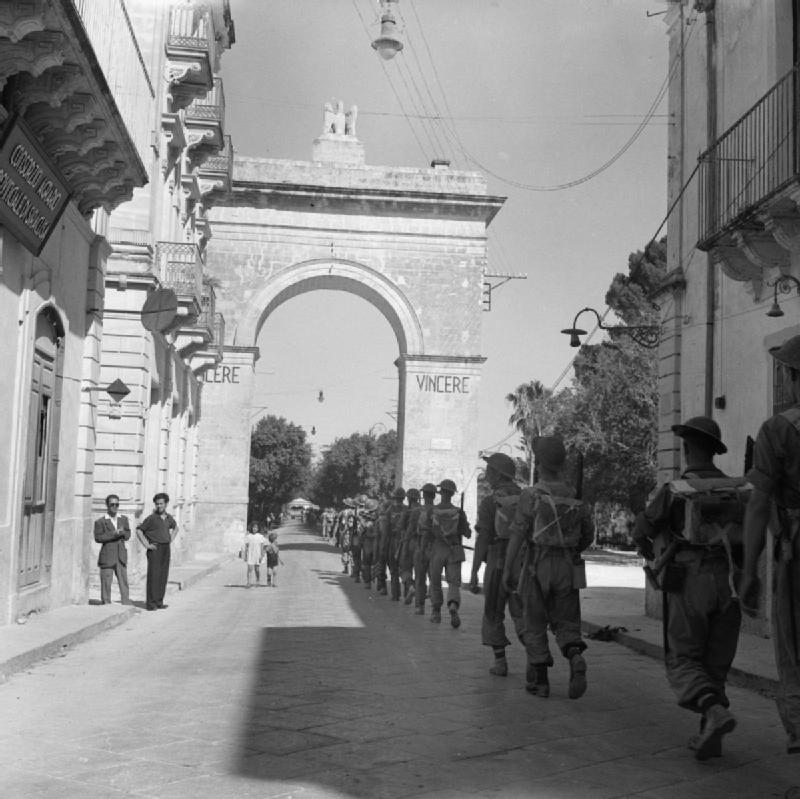
مشاة بريطانيين يسيرون في بلدة نوتو في صقلية، 11 يوليو 1943

بدأ غزو الحلفاء المشترك لصقلية في 10 يوليو 1943 مع كل من عمليات الإنزال البرمائية والمحمولة جواً في خليج جيلا. كانت القوات البرية المعنية هي الجيش السابع للولايات المتحدة، بقيادة الليفتنانت جنرال جورج باتون، والجيش الثامن البريطاني، تحت قيادة الجنرال برنارد مونتغمري. نصت الخطة الأصلية على تقدم قوي من قبل البريطانيين شمالًا على طول الساحل الشرقي إلى ميسينا، مع قيام الأمريكيين بدور داعم على طول الجهة اليسرى. عندما احتجز الجيش الثامن بواسطة دفاعات عنيدة في التلال الوعرة جنوب جبل إتنا، ضاعف باتون الدور الأمريكي من خلال تقدم واسع شمال غرب باتجاه باليرمو ومن ثم شمالًا مباشرةً لقطع الطريق الساحلي الشمالي. تبع ذلك تقدم شمال شرق إتنا نحو ميسينا، بدعم من سلسلة من عمليات الهبوط البرمائية على الساحل الشمالي دفعت قوات باتون إلى ميسينا قبل فترة وجيزة من الوحدات الأولى في الجيش الثامن. لم تتمكن القوات الألمانية والإيطالية المدافعة من منع أسر الحلفاء من الجزيرة، لكنهم نجحوا في إجلاء معظم قواتهم إلى البر الرئيسي، مع مغادرة الأخير في 17 أغسطس 1943. اكتسبت قوات الحلفاء خبرة في العمليات البرمائية والمحمولة جواً.